# Usinger TSG

Vereinslogo

Die Usinger Turn- und Sportgemeinde 1846 e.V., meist verkürzt als Usinger TSG oder noch kürzer als UTSG bezeichnet, ist ein Breitensportverein aus der hessischen Kleinstadt Usingen. Aktuell hat er 2.224 Mitglieder (Stand: 31. Dezember 2023).

## Geschichte
Die Fußballer der 1846 gegründeten UTSG hatten ihre erfolgreichste Phase in den 1970er Jahren, als sie acht Jahre lang ununterbrochen (von 1973 bis 1981) in der seinerzeit noch viertklassigen Gruppen- bzw. Landesliga Süd spielten und sich in der Saison 1974/75 für den DFB-Pokal qualifizieren konnten.
Bei ihrer einzigen Teilnahme am DFB-Pokal konnte die UTSG sich in der ersten Runde mit 3:2 gegen den FSV Teutonia Obernau durchsetzen und unterlag in der zweiten Runde erst in der Verlängerung (1:6) beim SC Viktoria Köln, der anschließend durch einen 2:1-Auswärtssieg beim damaligen Bundesligisten Eintracht Braunschweig noch bis ins Achtelfinale vorstieß, wo er Borussia Dortmund ein 0:0 abringen konnte und erst im Wiederholungsspiel 0:3 unterlag.
Das erfolgreichste Rundenturnier absolvierte die UTSG in der Saison 1977/78, als sie die Gruppenliga Süd mit dem fünften Platz abschloss.
Nach ihrem Abstieg aus der inzwischen zur Landesliga Süd umbenannten viertklassigen Fußballliga am Ende der Saison 1980/81, als der ehemalige Eintracht-Spieler Walter Bechtold „Star“ der Mannschaft war, verschwand die UTSG in den unteren Ligen. Erst die Verpflichtung des ehemaligen Profispielers Horst „Schotte“ Trimhold als Trainer sowie die Mitwirkung von talentierten Spielern wie Alexander Conrad und Slaven Skeledžić führten den Verein Ende der 1990er Jahre auf die Erfolgsspur zurück.
Nach dem erneuten Abstieg in die Gruppenliga feierte die UTSG in der Saison 2009/2010 die souveräne Meisterschaft und kehrte in die Verbandsliga zurück. Zuletzt klopfte die UTSG nach dem Erreichen des 2. Platzes der Verbandsligameisterschaft am Ende der Saison 2012/13 an das Tor zur Hessenliga, scheiterte aber in der Relegation.
Den Kreispokal konnte die UTSG bisher neunmal gewinnen: 1989, 2000, 2006, 2011, 2012, 2013, 2014, 2016 & 2018. Zudem gewann die UTSG in der Saison 2011 den letztmals ausgetragenen Regionalpokal.
Die UTSG feiert im Jahr 2020 100 Jahre Fußball in Usingen.